# Larkfield-Wikiup, California
Larkfield-Wikiup, California (енгл. Larkfield-Wikiup) насељено је место без административног статуса у америчкој савезној држави Калифорнија.

## Демографија
По попису из 2010. године број становника је 8.884, што је 1.405 (18,8%) становника више него 2000. године.
| Група             | 2000.         | 2010.         |
| Белци             | 6.074 (81,2%) | 6.171 (69,5%) |
| Афроамериканци    | 77 (1,0%)     | 81 (0,9%)     |
| Азијати           | 253 (3,4%)    | 292 (3,3%)    |
| Хиспаноамериканци | 798 (10,7%)   | 1.979 (22,3%) |
| Укупно            | 7.479         | 8.884         |